# جاك ستيرن
جاك ستيرن (بالفرنسية: Jacques Stern)‏ هو مصرفي وسياسي فرنسي، ولد في 14 أبريل 1882 في فرنسا، وتوفي في 21 ديسمبر 1949 بنيويورك في الولايات المتحدة. حزبياً، نشط في التحالف الجمهوري الديمقراطي.

## مناصب
- انتخب Minister of the Colonies ‏ (24 يناير 1936 – 4 يونيو 1936).
- انتخب  (26 أكتوبر 1933 – 26 نوفمبر 1933).
- انتخب وكيل وزارة (23 ديسمبر 1930 – 27 يناير 1931).
- انتخب  (1925 – 1934).
- انتخب  (10 مايو 1914 – 31 مايو 1936).